# Laguna de Cocinetas
La bahía de Cocinetas o laguna de Cocinetas es una pequeña bahía del Caribe ubicada al sureste de la península de La Guajira, en la frontera entre Colombia y Venezuela al sur de Castilletes. Las aguas de la bahía se comunican con el mar Caribe por un estrecho canal que las conecta con el golfo de Venezuela. Por una anomalía histórica las aguas de la laguna pertenecen totalmente a Venezuela hasta la línea de marea alta, pero parte de la costa pertenece a Colombia.
La bahía de 8 kilómetros cuadrados se encuentra en la frontera entre Colombia y Venezuela. La costa del extremo sur, el cual cierra la bahía, es venezolana (Estado Zulia),  mientras que la costa norte (sin las aguas) es colombiana (departamento de La Guajira). Administrativamente, la bahía está ubicada en la parroquia Alta Guajira del municipio zuliano de Guajira.  En sus cercanías se fundó una de las primeras ciudades en tierra firme suramericana, llamada Santa Cruz, de la que aún prevalecen algunas ruinas de dicha ciudad histórica.

## Historia
La laguna sirve oficialmente como límite natural entre Venezuela y Colombia en sus secciones norte y oeste desde el año 1900 cuando comisión mixta levantó un acta sobre la misma. situación que fue ratificada en el tratado de 1941. Debido a que las aguas de la laguna pertenecen a Venezuela el gobierno venezolano mantiene una constante actividad de dragado para contrarrestar los efectos de la sedimentación.
En 1987 el senador colombiano Rodrigo Marín, en compañía de otros parlamentarios, visitó el área con la autorización de la Guardia Nacional venezolana, que impide a cualquier ciudadano venezolano o extranjero acceder al lugar sin permiso. Una comisión de dicha guardia dio la bienvenida a los senadores colombianos en nombre del gobierno venezolano. El senador verificó que los ciudadanos colombianos solo pueden acceder hasta la playa, pero no a las aguas que son controladas por fuerzas militares venezolanas.
En 1997 el gobierno venezolano inicio obras de canalización en el área.